# Preisklasse
Die Preisklasse (bis 2017 Bahnhofskategorie) von DB InfraGO, einer Tochtergesellschaft der Deutschen Bahn AG, klassifiziert anhand verschiedener Faktoren die Bedeutung eines Bahnhofs oder eines Haltepunktes für den Personenverkehr sowie den Service, der dort geboten wird. Die Preisklassen sind in der Stationspreisliste der DB InfraGO AG enthalten und bilden die Grundlage für die Ermittlung der Stationspreise, die Eisenbahnverkehrsunternehmen (EVU) an DB InfraGO und andere Eisenbahninfrastrukturunternehmen des DB-Konzerns für die Nutzung von deren Bahnstationen entrichten.

## Geschichte
Bereits in der Länderbahnzeit war in Deutschland die Bahnhofsklasse gebräuchlich, worin Bahnhöfe nach ihrer Bedeutung im Personen- und Güterverkehr eingestuft wurden. Im Amtlichen Bahnhofsverzeichnis von 1944 erscheint die „Rangklasse des Bahnhofs“ der Deutschen Reichsbahn in vier Stufen mit römischen Ziffern (I. = Bahnhof 1. Klasse bis IV. = Bahnhof 4. Klasse), gefolgt von neun weiteren Einteilungen als Haltepunkt, Haltestelle, Ladestelle, Umschlagstelle, Nebenstelle oder Hilfstelle. Noch vor 1955 wurde dann eine fünfte Bahnhofsklasse (römisch V.) hinzugefügt. Später verloren diese Bahnhofsklassen ihre Bedeutung.
In den 2000er Jahren hatte die Deutsche Bahn ihr Stationspreissystem, nach dem die Kosten für Zughalte in Bahnhöfen festgelegt wurden, modifiziert und ein System aus zunächst sechs Bahnhofskategorien eingeführt, in die die DB Station&Service ihre Stationen einteilte, wobei offiziell nach deren Bedeutung für den Personenverkehr unterschieden wurde („Fernverkehrsknoten“, „Fernverkehrssystemhalt“, „Regionalverkehrsknoten“ etc.).
Diese Einteilung war für Außenstehende weiterhin nicht nachvollziehbar, so wurde der Duisburger Hauptbahnhof nach den Beschädigungen durch den Orkan Kyrill aus der Kategorie 1 in die Kategorie 2 abgestuft, ohne dass sich irgendwelche Messzahlen geändert hätten. Da diese Einteilung willkürlich schien, musste die Deutsche Bahn auf Betreiben der Bundesnetzagentur das System modifizieren.
Ab 2011 wurden die rund 5400 Bahnhöfe und Haltepunkte in sieben Kategorien eingeteilt, deren Einteilung sich aus mehreren Kriterien ergibt, unter anderem die Anzahl der Bahnsteige, der Zughalte und der Reisenden pro Tag, Barrierefreiheit und Vorhandensein von Serviceeinrichtungen. Jede Station wird in sechs Kriterien in Stufen eingeordnet, aus denen eine Grundkategorisierungszahl ermittelt wird, die maximal den Wert 100 erreichen kann, wobei die Stufen prozentual gewichtet werden. Die Bahnhofskategorie ergibt sich aus einem Intervall, in das die ermittelte Grundkategorisierungszahl fällt.
Im Dezember 2017 wurden die Bahnhofskategorien durch Preisklassen abgelöst, wobei die Preisklassen den bisherigen Kategorien entsprechen.

## Preisklassen
Die Bahnhöfe wurden von DB Station&Service im Kategorisierungssystem von 2011 in sieben Kategorien eingeteilt, die seit Dezember 2017 als Preisklassen bezeichnet werden.

### Ermittlung der Preisklasse
Die Preisklasse wird auf Grundlage folgender Kriterien ermittelt:
| Stufe      | Bahnsteigkanten | Bahnsteiglänge  | Reisende/Tag      | Zughalte/Tag  | Service | Technische Stufenfreiheit |
| ---------- | --------------- | --------------- | ----------------- | ------------- | ------- | ------------------------- |
| 0          | —               | —               | —                 | —             | Nein    | Nein                      |
| 1          | 01              | > 000 bis 090 m | 00.000 bis 00.049 | 000 bis 0.010 | Ja      | Ja                        |
| 2          | 02              | > 090 bis 140 m | 00.050 bis 00.299 | 011 bis 0.050 | —       | —                         |
| 3          | 03 bis 04       | > 140 bis 170 m | 00.300 bis 0.0999 | 051 bis 0.100 | —       | —                         |
| 4          | 05 bis 09       | > 170 bis 210 m | 01.000 bis 09.999 | 101 bis 0.500 | —       | —                         |
| 5          | 10 bis 14       | > 210 bis 280 m | 10.000 bis 49.999 | 501 bis 1.000 | —       | —                         |
| 6          | 00i ab 15       | > 280 m bis 000 | 000000 ab 50.000  | 000i ab 1.001 | —       | —                         |
| Gewichtung | 20 %            | 20 %            | 20 %              | 20 %          | 15 %    | 5 %                       |

Anmerkungen
1. ↑  Es zählt die Länge des längsten in Bedienung befindlichen Bahnsteigs
2. ↑  „Personenbedienter Service“, also die Anwesenheit eines Mitarbeiters

Aus der anhand obiger Tabelle ermittelten Einstufung wird eine Prozentzahl wie folgt errechnet:
{\displaystyle \mathrm {Prozente=\sum {\frac {Stufe}{Stufenzahl}}\cdot Gewichtung} }
Beispiel für einen Bahnhof mit 4 Bahnsteigkanten von max. 250 Meter Länge, 20.000 Reisenden und 280 Zughalten am Tag, ohne anwesenden Mitarbeiter, jedoch mit technischer Stufenfreiheit:
{\displaystyle {\text{Prozente}}={\frac {3}{6}}\cdot 20\,\%+{\frac {5}{6}}\cdot 20\,\%+{\frac {5}{6}}\cdot 20\,\%+{\frac {4}{6}}\cdot 20\,\%+{\frac {0}{1}}\cdot 15\,\%+{\frac {1}{1}}\cdot 5\,\%\approx 62\,\%}
Daraus ergibt sich dann die Klasse:
| Prozent       | Klasse |
| ------------- | ------ |
| > 90 %        | 1      |
| > 80 bis 90 % | 2      |
| > 60 bis 80 % | 3      |
| > 50 bis 60 % | 4      |
| > 40 bis 50 % | 5      |
| > 25 bis 40 % | 6      |
| > 00 bis 25 % | 7      |

Mit dem Trassenpreissystem 2017 führte DB Netz ebenfalls eine Bahnhofskategorie ein. Fernverkehr zwischen Bahnhöfen mit mehr als 50.000 Fahrgästen pro Tag, Metropolbahnhöfe genannt, fallen in die Kategorie Metropolenverkehr.

### Klasse 1

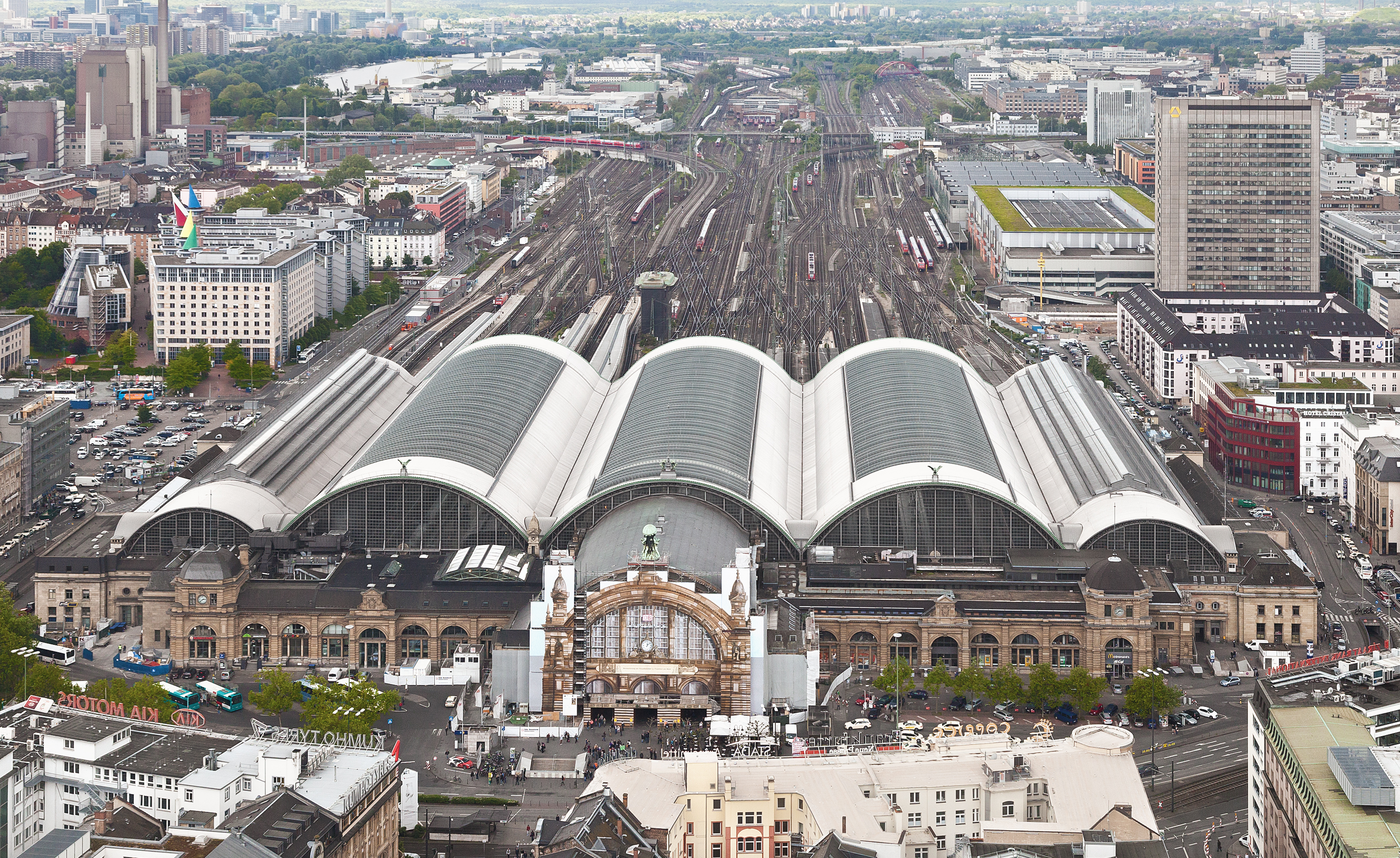
Frankfurt Hbf (1)

Zur Klasse 1 gehören die wichtigsten Fernbahnhöfe in Deutschland. Dort sind Servicemitarbeiter vorhanden, es gibt eine Reihe von Einkaufsmöglichkeiten im Bahnhof. Insgesamt zählen 21 Bahnhöfe zu dieser Preisklasse. Berlin, Hamburg, Köln, München und das Ruhrgebiet verfügen über mehrere Bahnhöfe der höchsten Preisklasse.

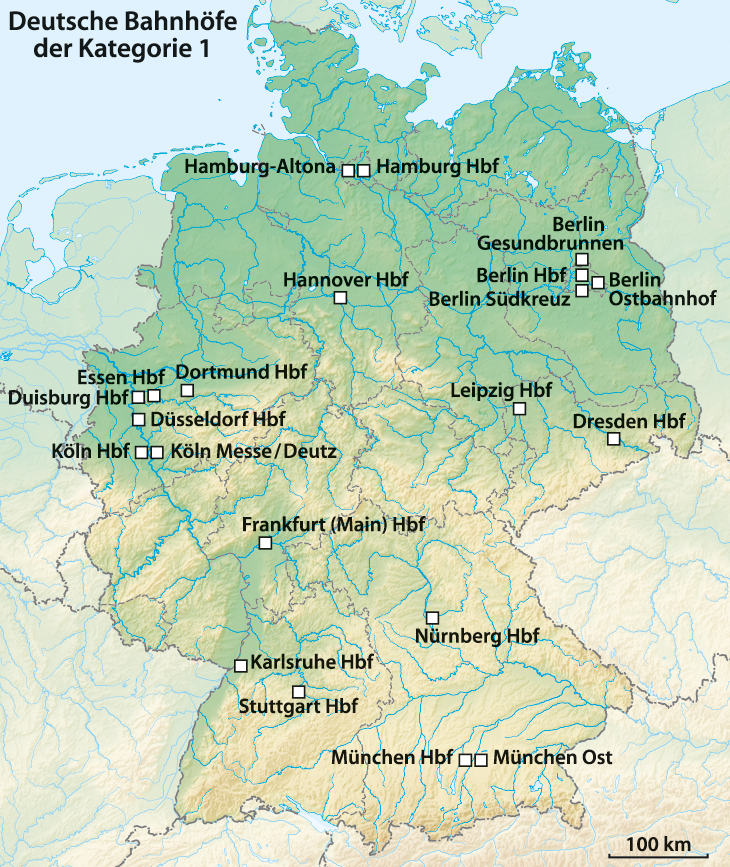
Bahnhöfe der Preisklasse 1
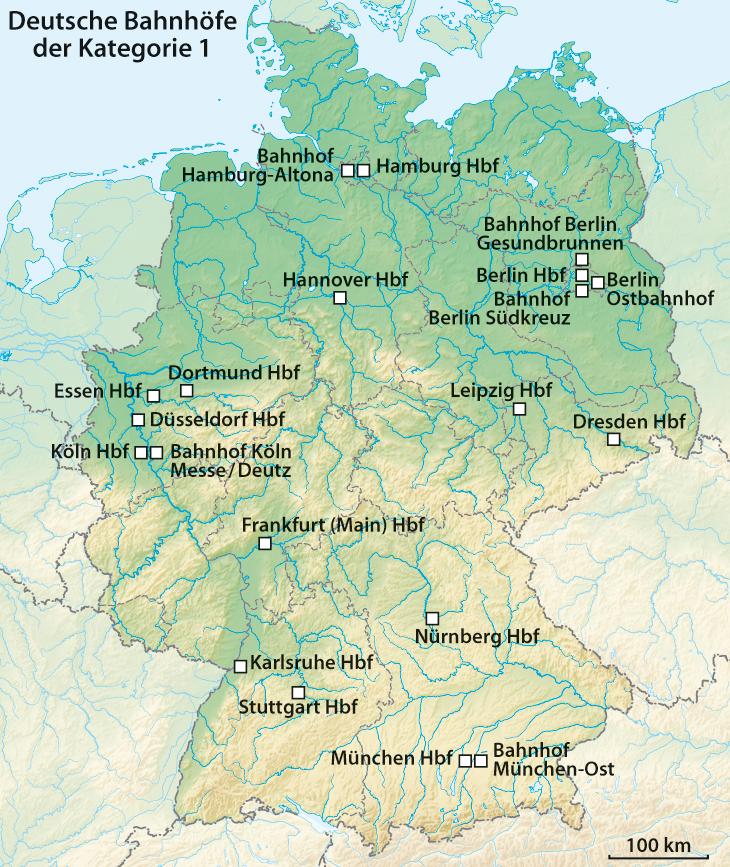
Bahnhöfe der Kategorie 1 (bis 2011)
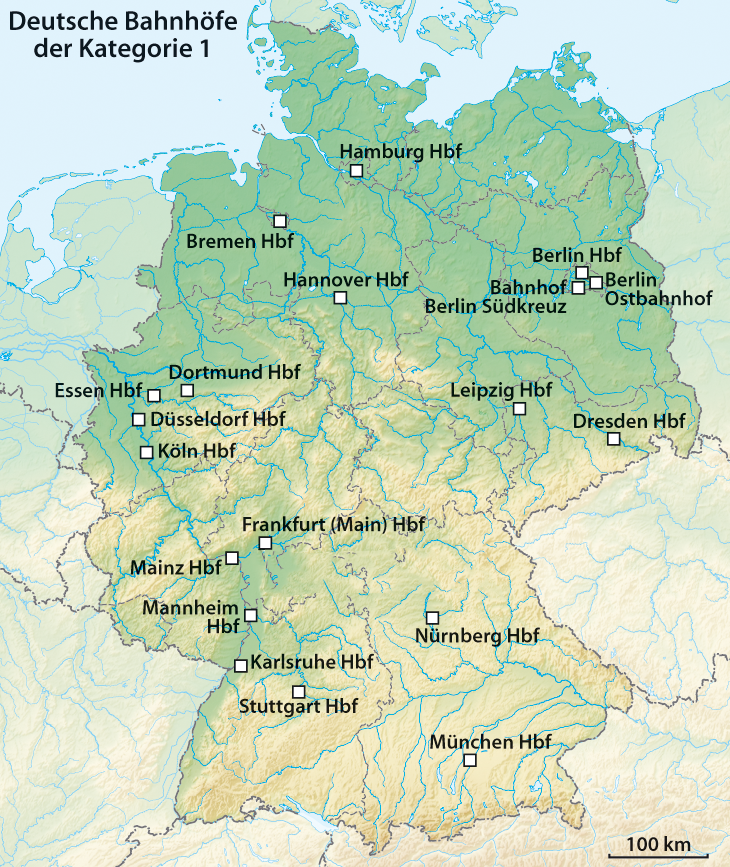
Bahnhöfe der Kategorie 1 (bis 2010)

### Klasse 2

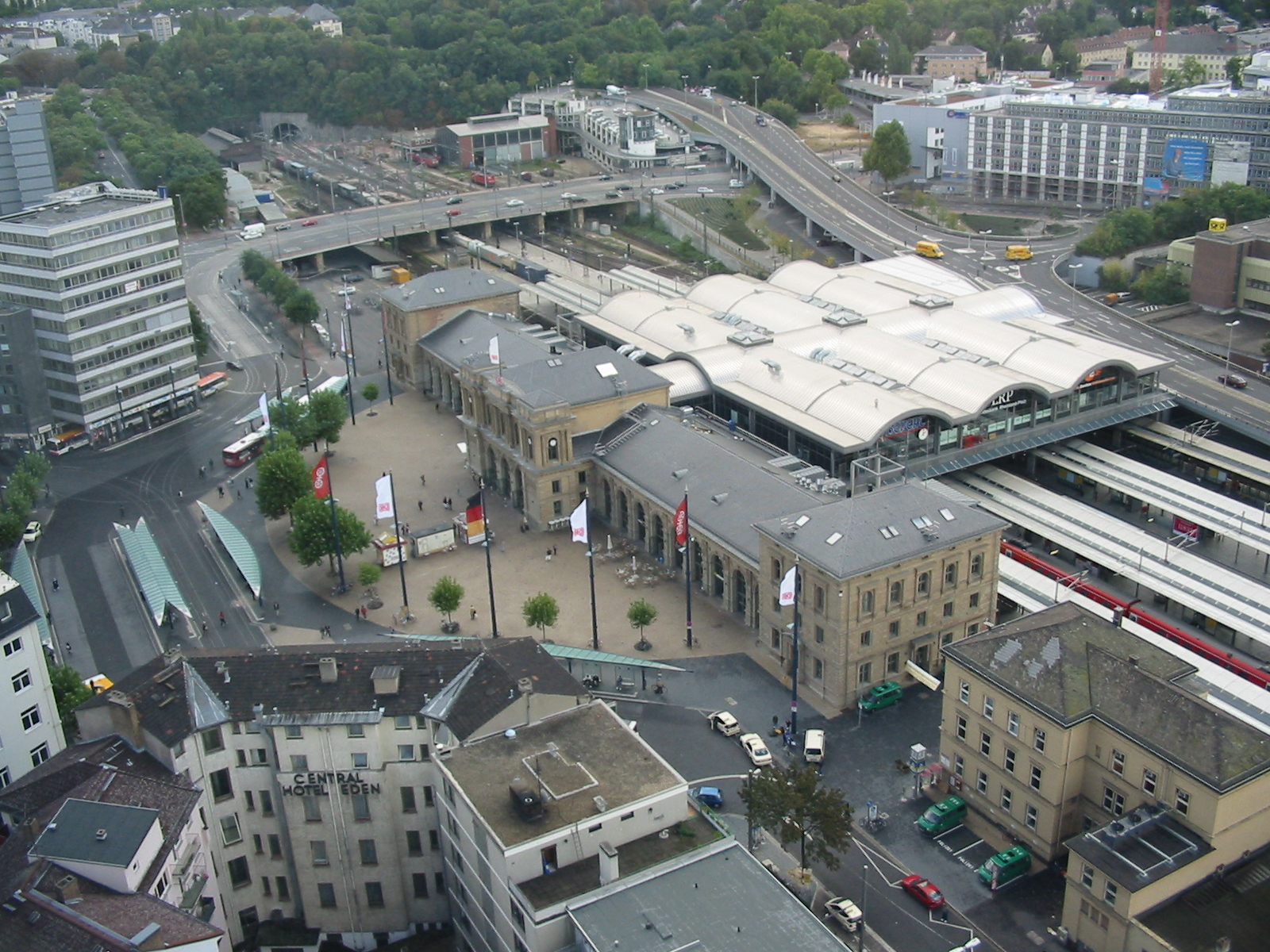
Mainz Hbf (2)

87 Stationen (Stand 2024), die üblicherweise wichtige Halte im Fernverkehr (Bedienung durch ICE, Intercity oder EuroCity) in großen Städten sind oder eine Anbindung zu einem großen Flughafen ermöglichen, werden der Preisklasse 2 zugeordnet, so zum Beispiel der Mainzer Hauptbahnhof, aber auch Bahnhöfe mit Einzelzügen des Fernverkehrs, wie Trier Hauptbahnhof. In den Bahnhöfen der Preisklasse 2 sind in der Regel in den Hauptverkehrszeiten Servicemitarbeiter zur Betreuung Reisender vorhanden.

### Klasse 3

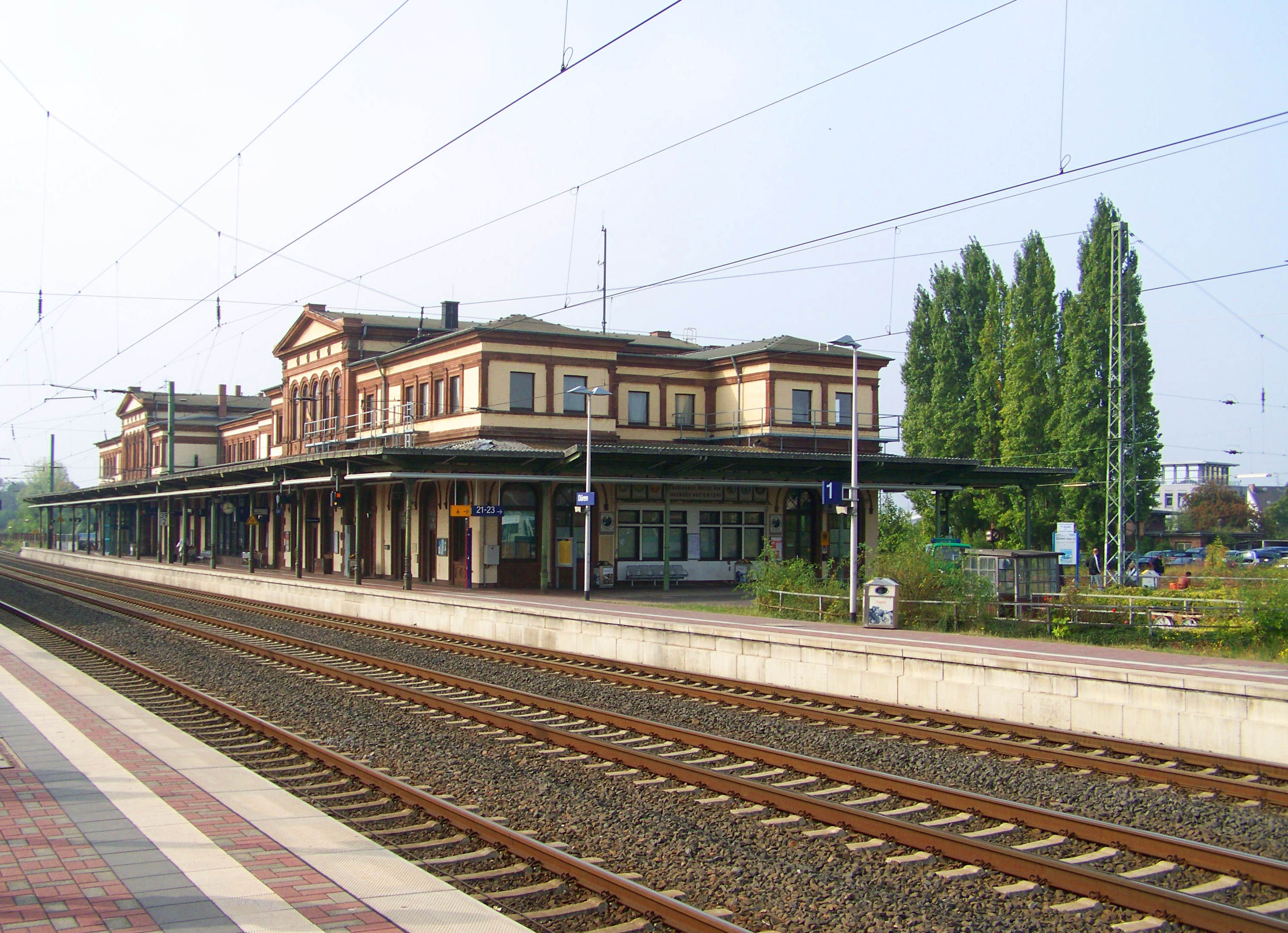
Bahnhof Düren (3)

Die 256 Stationen (Stand 2024) der Preisklasse 3 sind häufig die zentralen Bahnhöfe kleiner bis mittelgroßer Städte. Diese sind z. B. weniger wichtige Fernverkehrshalte oder Knoten des Regionalverkehrs. Dort gibt es meist ein Empfangsgebäude mit Einkaufsmöglichkeiten für Lebensmittel und Fahrkartenverkauf. Auf Service-Mitarbeiter wird hier jedoch bisweilen verzichtet.
Beispiele hierfür sind folgende Stationen:
- Hof Hbf
- Kempten (Allgäu) Hbf
- Mülheim (Ruhr) Hbf
- Wanne-Eickel Hbf
- Lutherstadt Wittenberg Hbf
- Zwickau (Sachs) Hbf
- Bad Hersfeld
- Bergen auf Rügen
- Bitterfeld
- Crailsheim
- Düsseldorf-Benrath
- Eisenach
- Jena Paradies
- Lichtenfels
- Limburg (Lahn)
- Weimar

Jedoch gibt es Ausnahmen, wie zum Beispiel den Bahnhof Au (Sieg), welcher auch zur Klasse 3 zählt, da er ein wichtiger Knotenpunktbahnhof für Pendler aus der umliegenden Region ist, obwohl der Ort selbst weniger als 300 Einwohner hat.

### Klasse 4

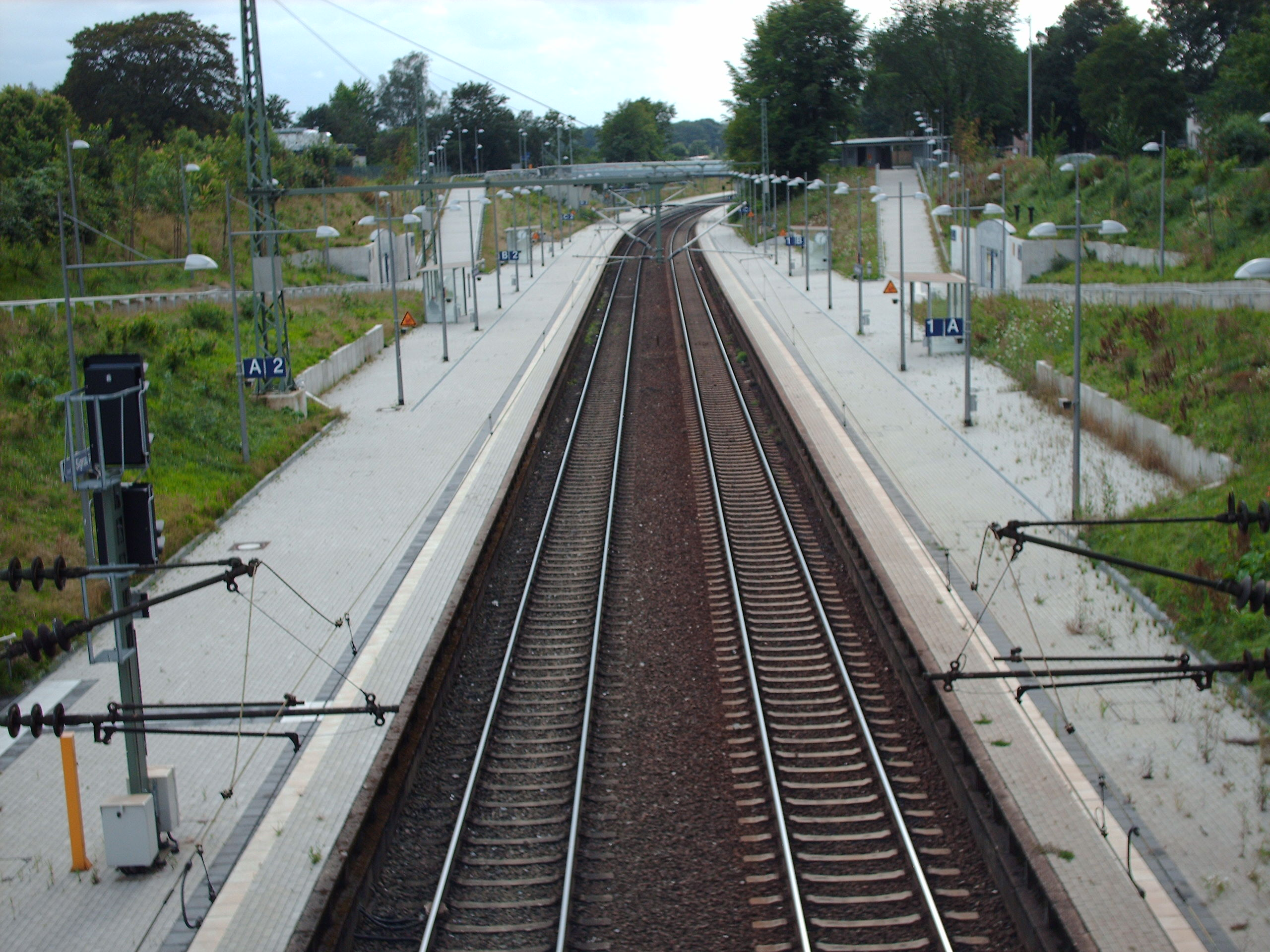
Dortmund Signal-Iduna-Park (4)

Der Preisklasse 4 werden 628 Stationen (Stand 2024) zugeordnet, die oft einen Knoten im Regionalverkehr bilden, so zum Beispiel der Bahnhof Meiningen. Die früher auch als „hoch frequentierter Nahverkehrssystemhalt/Nahverkehrsknoten“ bezeichneten Stationen richten sich zumeist an Pendler. An einzelnen dieser Stationen halten auch Fernzüge, so beispielsweise in Bingen Hauptbahnhof, am Bahnhof Ludwigslust oder zeitweise in Hannover Messe/Laatzen. Der Bahnhof Limburg Süd wird hingegen sogar ausschließlich vom Fernverkehr angefahren. Da er aber dezentral liegt, sich in erster Linie an Pendler richtet und nur sehr minimal ausgestattet ist (kein DB-Reisezentrum, keine Toiletten, sehr kleine Wartehalle), nur von einzelnen Zügen bedient und ansonsten ohne Halt durchfahren wird, ist Limburg Süd ebenfalls der Preisklasse 4 zugeordnet.
Auch S-Bahnhöfe bzw. -Haltepunkte, die von einer oder mehreren im dichten Takt fahrenden Linien bedient werden, sind dieser Klasse zugeordnet, was sich aber meist nicht in einer gegenüber den Preisklassen 5 und 6 besseren Ausstattung widerspiegelt.

Beispiele sind der Bahnhof Berlin-Lichterfelde West oder der Bahnhof Leverkusen Mitte.
Seit Jahren gibt es auch an vielen dieser Bahnhöfe keine Fahrkartenverkaufsstellen mehr, obwohl auch Hauptbahnhöfe in manchen Städten um die 100.000 Einwohner dieser Kategorie angehören. Hierzu zählen, z. B. Lünen oder Bottrop im Ruhrgebiet. Doch auch im ländlichen Raum lassen sich derartige Stationen finden, etwa der Umsteigebahnhof Neudietendorf.

### Klasse 5

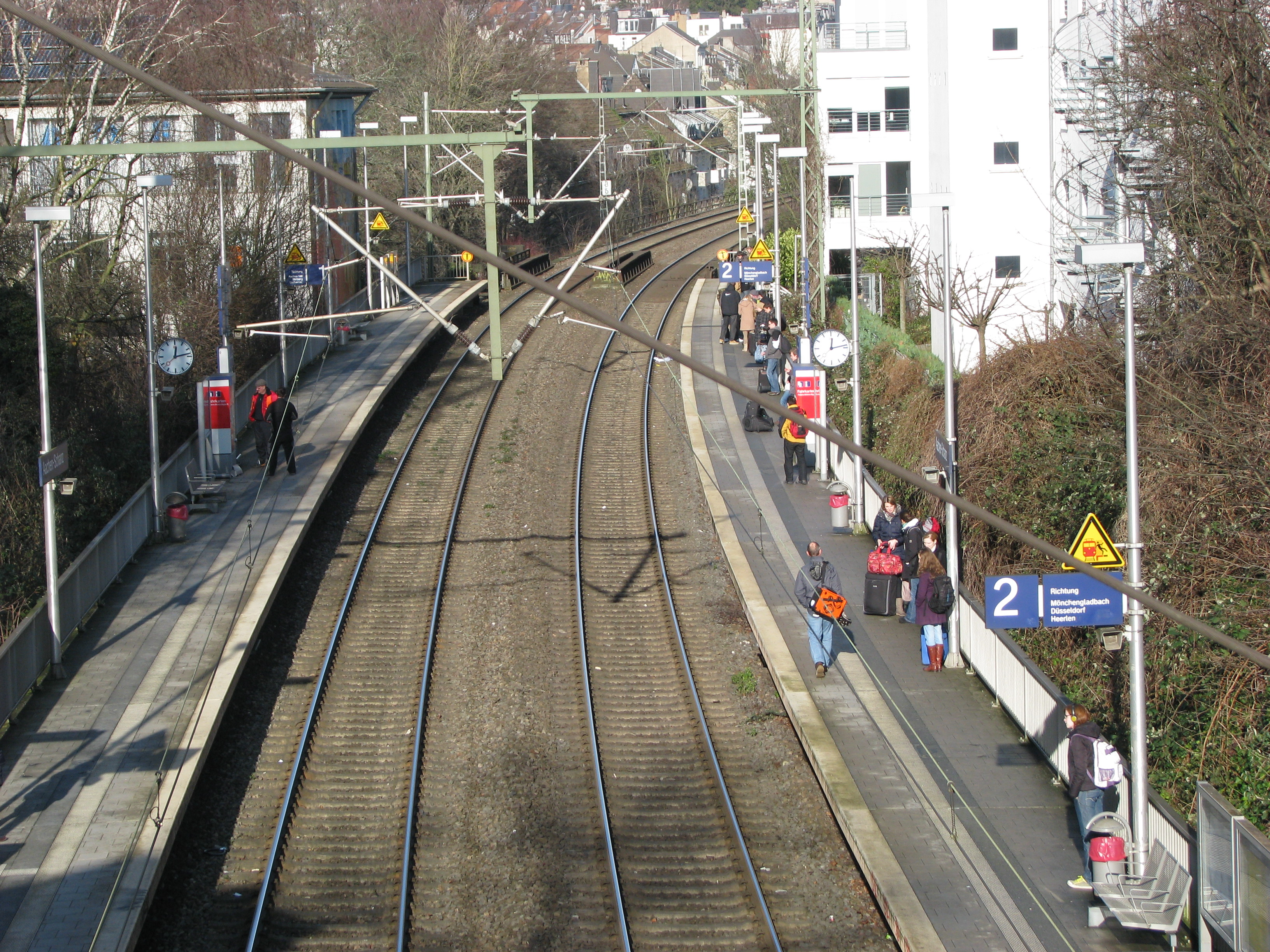
Aachen Schanz (5)

Stationen der Preisklasse 5 sind oft jene kleinerer Städte sowie zahlreiche Stadtteilbahnhöfe. Sie werden oft von Pendlern genutzt. Es gehören 996 Stationen in diese Klasse (Stand 2024).

Beispiele sind Bahnhof Postbauer-Heng, Bahnhof Köln-Holweide oder Bahnhof Hohen Neuendorf (b Berlin).

### Klasse 6

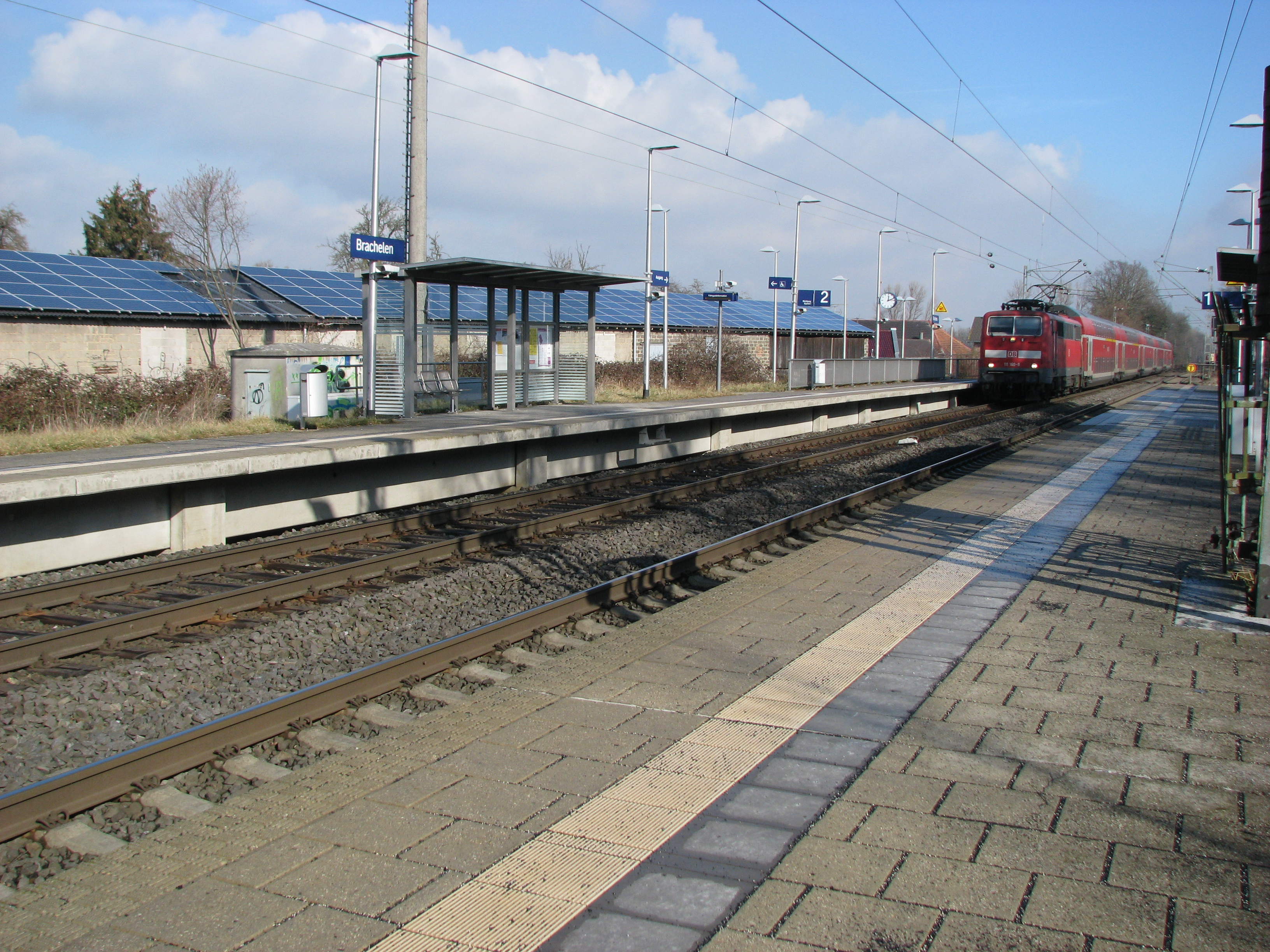
Haltepunkt Brachelen (6)

Zur Preisklasse 6 gehören 2502 Stationen (Stand 2024), meist in dünn besiedelten Gegenden, deren Ausstattung sich „auf das Notwendigste“ beschränkt. Sie haben eine geringe Zahl von Reisenden und stellen die Grundversorgung im Schienenpersonennahverkehr dar.

Beispiele sind Bahnhof Ilmenau, Bahnhof Erbach (Odenw), Bahnhof Glöwen oder Bahnhof Cranzahl.

### Klasse 7

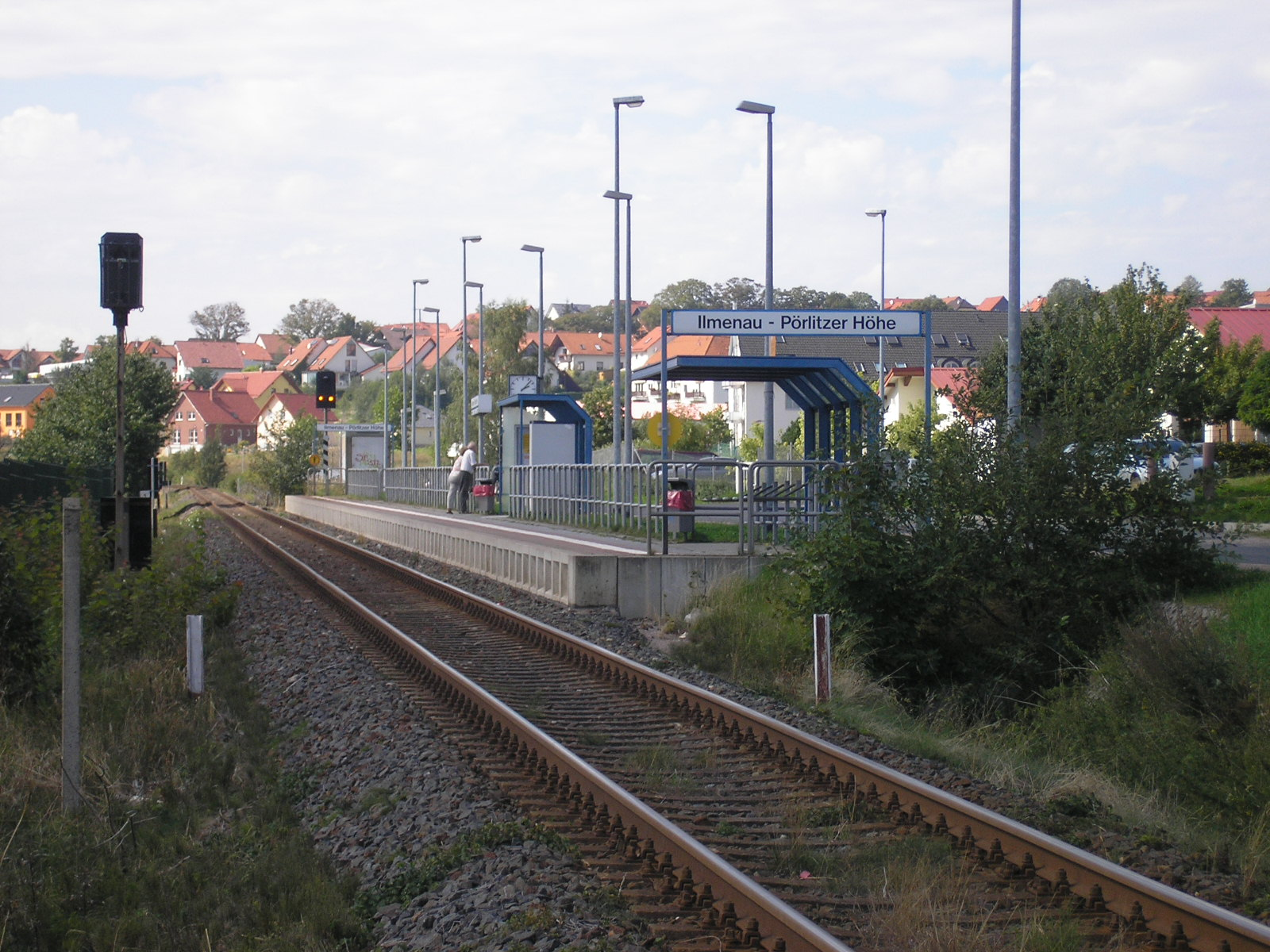
Ilmenau-Pörlitzer Höhe (7)

Die 913 Stationen (Stand 2024) der niedrigsten Preisklasse, oft „Landhalte“, haben die geringste Zahl von Reisenden und meist nur die für einen Haltepunkt notwendigen Einrichtungen. Wegen der geringen Nutzung wird ein barrierefreier Ausbau nicht für erforderlich gehalten.

Beispiel ist der Bahnhof Göhrde.

### Klasse 8
Die Stationen, die vorher Teil der RegioNetz-Netze waren, werden zum Fahrplanwechsel im Dezember 2024 als neue Preisklasse 8 geführt. Dazu gehören alle Stationen, die an Bahnstrecken der RegioNetz liegen. Beispiele dafür sind der Bahnhof Aue, Bahnhof Schwarzenberg oder Annaberg-Buchholz unterer Bahnhof.

## Ähnliche Klassifizierungen

### Trassenpreissystem von DB InfraGO
Das Trassenpreissystem der DB InfraGO AG unterscheidet Verbindungen zwischen Metropolbahnhöfen von anderen.

### DB RegioNetze
Die RegioNetze der Deutschen Bahn haben jeweils eigene Preiskategorien, in die sie durch die DB RegioNetz Infrastruktur GmbH eingeteilt werden.

### Ferrovie dello Stato Italiane
Die Italienischen Staatseisenbahnen teilen die dortigen Bahnhöfe in die vier Kategorien Platinum, Gold, Silver und Bronze ein.
- Platinum: mehr als 25.000 Reisende täglich, Fernverkehr
- Gold: mehr als 10.000 Reisende täglich, Fernverkehr
- Silver: mehr als 4000 Reisende täglich, Regionalverkehr auch über größere Entfernungen
- Bronze: weniger als 500 Reisende, nur Regionalverkehr